# Спиди Гонзалес
Спи́ди Гонза́лес (англ. Speedy Gonzales; speedy — скорый) — мультипликационный персонаж из серии «Looney Tunes». «Самая быстрая мышь во всей Мексике». Говорит с мексиканским акцентом. Обычно носит большое жёлтое сомбреро, белую рубашку, белые шорты и красный шейный платок. Спиди появлялся в 46 мультфильмах Looney Tunes и Merrie Melodies. 

## История
Спиди дебютировал в мультфильме «Кот-тейль на двоих» (англ. Cat-Tails for Two). Он был злее, стройнее с красным галстуком и в красной рубахе. В этой серии на борту корабля, Спиди пытался перехитрить двух котов, Джорджа и Ленни, которые хотели поймать его. Позже он появлялся в других мультфильмах, но уже в эпизодических ролях.
Гораздо большую популярность Спиди получил в мультфильмах Фрица Фрилинга, который спустя два года после выхода вышеназванной короткометражки переработал его дизайн и сделал его таким, какой он есть сейчас. Первое появление Спиди Гонзалеса в новом амплуа произошло в одноимённом мультфильме в 1955 году. По сюжету кот Сильвестр охранял сырную кладовую на границе Мексики от крыс, которые только с помощью Спиди обманули его и проникли в хранилище. Быстрый Гонзалес заработал себе титул «самой быстрой мыши во всей Мексике». Мультфильм получил премию «Оскар», за лучший анимационный короткометражный фильм 1955 года.
В «Кот-тейле» фамилия мышонка писалась как «Гонзалез», а во всех последующих мультфильмах на конце пишется буква «с».
Как и у большинства персонажей «Луни Тюнз», у Спиди есть коронная фраза, вернее, серия восклицаний, которые он выкрикивает на бегу: «¡Ándale! ¡Ándale! ¡Arriba! ¡Arriba! ¡Epa! ¡Epa! ¡Epa! Yeehaw!» (по-русски это означает: «Вперёд! Вперёд! Вверх! Вверх!», хотя возможен вариант перевода «Быстрее! Быстрее!»).
После такого успеха Фреленг и Маккимсон начали снимать мультфильмы о противостоянии Спиди с Котом Сильвестром, как и Чак Джонс, в своё время, столкнул Вайли Койота и Дорожного бегуна в своих короткометражках. Сильвестр (или, как его называет сам мышонок, «Эль Гринго Пуссикато») гонялся за Спиди, а тот ловко ускользал от него, заставляя несчастного кота попадаться в свои же ловушки. Этим серии напоминают мультфильмы про Тома и Джерри, только, в отличие от него, персонажи регулярно разговаривают друг с другом.
В других мультфильмах Спиди появляется на экране вместе со своим кузеном, Слоупоком Родригесом («Самой медленной мышью в Мексике») и вытягивает его из разного рода проблем и неприятных ситуаций, куда тот частенько попадает. Здесь комический эффект достигает тем, что Слоупок, несмотря на медлительность, довольно сообразителен, владеет огнестрельным оружием и даже обладает искусством гипноза, чем одной из серий и побеждает Сильвестра.
В середине 1960-х главным врагом Спиди становится Даффи Дак. Последним появлением мышонка на большом экране в короткометражном мультфильме стал «See Ya Later Gladiator» (1968 г.), после чего о мышонке забыли на 10 с лишним лет, пока в 1983 году не вышел «Даффи Дак: Фантастический остров». В 1988 году он ненадолго появился в конце фильма «Кто подставил кролика Роджера». В 90-х появился на телевидении в одном из выпусков «Приключений мультяшек» под названием «The Acme Acres Summer Olympics», где он был в роли тренера. Также здесь он является наставником мышонка Лайтнинг Родригеза, чьё имя и образ, очевидно, пародируют Спиди. В 1996 году ненадолго появляется в фильме «Космический джем».
В 1999 году на короткометражки с участием Спиди выкупил права канал Cartoon Network, который «поставил их на полку», посчитав, что в них содержатся оскорбительные для мексиканцев стереотипы. В 2002 году, благодаря упорным требованиям фанатов, короткометражки со Спиди вернулись на телеэкраны. Согласно культурному теоретику Уильяму Нериццио, возможно, созданию персонажа послужила серия анекдотов про мексиканца по прозвищу «Быстрый Гонзалес», которое тот получил либо из-за преждевременной эякуляции, либо из-за способности быстро пользоваться шансом на совокупление. Однако имя мультяшного мышонка не задумывалось, как уничижительное.
В 2003 году Спиди появляется в «Луни Тюнз: Снова в деле», где печально шутит о своём политически некорректном статусе. Появлялся в небольших камео в мультсериалах «¡Mucha Lucha!» и «Kid vs. Kat» (в серии «Куп-гипнотизёр»). Вскользь упомянут в мультсериале «Дак Доджерс», где Дак Доджерс жалеет о том, что взял в помощники не Спиди, а Порки. В 2006 году появился в «Tweety’s High Flying Adventure», а в 2009-м в «Bah, Humduck! A Looney Tunes Christmas».
В 2011 году в мультсериале «Шоу Луни Тюнз» Спиди — владелец пиццерии «Pizzarriba», куда часто любят ходить другие жители городка. Живёт в норе дома Багза Банни и Даффи Дака. В одной из серий появляется и его кузен Слоупок.
В 2015 году появился в мультфильме direct-to-video «Луни Тюнз: Кролики в бегах». Здесь он хозяин квартиры, в которой живёт Лола Банни. Постаревший Спиди Гонзалес «давал интервью» Аль Мадригалу в его часовом юмористическом спецвыпуске «Half Like Me».

### Полнометражный мультфильм
В 2010 году Warner Bros и New Line Cinema объявили новый художественный фильм с элементами анимации про Спиди Гонзалеса. Озвучивать его должен был Джордж Лопез. В декабре 2015 года было объявлено, что проект превратился в полностью анимационный, и находится в производстве. В апреле следующего года на роль главного героя официально назначили Юджино Дербеза.

## Актёры озвучивания
- Мел Бланк (1953—1986)
- Спид Пасанен (Speedy Gonzales: noin 7 veljeksen poika)
- Джо Аляски (Приключения мультяшек, Looney Tunes: Cartoon Conductor, рекламные ролики)
- Эрик Голдберг (Луни Тюнз: Снова в деле)
- Билли Уэст (Луни Тюнз: Снова в деле- Видеоигра)
- Боб Берген (Bah, Humduck! A Looney Tunes Christmas)
- Фред Амирсен (Шоу Луни Тюнз, Луни Тюнз: Кролики в бегах)
- Тим Дабадо (Scooby Doo and Looney Tunes: Cartoon Universe)
- Юджино Дербез (будущий «Спиди Гонзалес»)
- Сет Грин (Робоцып)